# 어음수표법
어음수표법은 어음과 수표에 대해 규정하고 있는 대한민국의 상법이다.